# Let’s Dance/Staffel 16
Die 16. Staffel der Live-Tanzshow Let’s Dance begann am 17. Februar 2023 unter Moderation von Victoria Swarovski und Daniel Hartwich. Das Finale fand am 19. Mai 2023 statt.

## Auftakt
Anfang Januar 2023 wurden die 14 Kandidaten bekanntgegeben, am 31. Januar die 14 Profitänzer. Zum ersten Mal war Mariia Maksina dabei. Am 15. Februar 2023, zwei Tage vor Beginn der Show, rückte Malika Dzumaev für die schwangere Renata Lusin nach.
Am 17. Februar 2023 startete die 16. Staffel mit der Kennenlernshow. Vorjahressieger René Casselly führte mit seiner Tanzpartnerin Kathrin Menzinger einen Freestyle auf. Unter den Siegern der Profi-Challenge 2022 war eine Auslosung vorgesehen, wer sich seinen Tanzpartner aussuchen darf. Sie entfiel aufgrund der Nichtteilnahme von Renata Lusin und Christian Polanc wählte Sharon Battiste. Die weiteren Tanzpaare wurden von RTL zusammengeführt.

## Kandidaten
| Platz | Kandidat                | Profitänzer              | Profitänzer Show 6 – Partnertausch |
| ----- | ----------------------- | ------------------------ | ---------------------------------- |
| 01    | Anna Ermakova           | Valentin Lusin           | Christian Polanc                   |
| 02    | Julia Beautx            | Zsolt Sándor Cseke       | Vadim Garbuzov                     |
| 03    | Philipp Boy             | Patricija Ionel          | Christina Luft                     |
| 04    | Timon Krause            | Ekaterina Leonova        | Isabel Edvardsson                  |
| 05    | Jens „Knossi“ Knossalla | Isabel Edvardsson        | Mariia Maksina                     |
| 06    | Sharon Battiste         | Christian Polanc         | Valentin Lusin                     |
| 06    | Sharon Battiste         | Alexandru Ionel (Show 2) | Valentin Lusin                     |
| 07    | Chryssanthi Kavazi      | Vadim Garbuzov           | Zsolt Sándor Cseke                 |
| 08    | Ali Güngörmüş           | Christina Luft           | Patricija Ionel                    |
| 08    | Michael „Mimi“ Kraus    | Mariia Maksina           | Ekaterina Leonova                  |
| 10    | Sally Özcan             | Massimo Sinató           |                                    |
| 11    | Younes Zarou            | Malika Dzumaev           |                                    |
| 12    | Natalia Yegorova        | Andrzej Cibis            |                                    |
| 13    | Abdelkarim              | Kathrin Menzinger        |                                    |
| 14    | Alex Mariah Peter       | Alexandru Ionel          |                                    |

## Tänze
| Show                            | Datum          | Tänze in der Show |
| ------------------------------- | -------------- | --- |
| Kennenlernshow                  | 17. Feb. 2023  | Cha-Cha-Cha, Charleston, Tango, Quickstepp oder Langsamer Walzer |
| 1. Show                         | 24. Feb. 2023  | Cha-Cha-Cha, Langsamer Walzer, Jive, Charleston, Wiener Walzer, Quickstepp, Rumba oder Tango                                                                                |
| 2. Show – „Born in …“-Special   | 3. März 2023   | Cha-Cha-Cha, Rumba, Jive, Tango, Slowfox oder Contemporary |
| 3. Show                         | 10. März 2023  | Charleston, Tango, Wiener Walzer, Slowfox, Cha-Cha-Cha, Langsamer Walzer, Samba oder Rumba                                                                                  |
| 4. Show – 80er-Jahre-Special    | 17. März 2023  | Rumba, Jive, Cha-Cha-Cha, Tango, Wiener Walzer, Quickstepp oder Paso Doble sowie ein „Boys vs. Girls“-Special                                                               |
| 5. Show                         | 24. März 2023  | Charleston, Slowfox, Contemporary, Samba, Quickstepp oder Paso Doble |
| 6. Show – Partnertausch         | 31. März 2023  | Wiener Walzer, Rumba, Samba, Paso Doble, Contemporary, Langsamer Walzer oder Jive                                                                                           |
| 7. Show                         | 14. April 2023 | Charleston, Jive, Paso Doble, Langsamer Walzer oder Wiener Walzer |
| 8. Show                         | 21. April 2023 | Charleston, Contemporary, Samba, Slowfox, Quickstep oder Wiener Walzer sowie ein Salsa aller sieben Paare                                                                   |
| 9. Show – Magic-Moments-Special | 28. April 2023 | Freestyle-Programme zu einem Magic Moment, sowie Tanzduelle (Bachata, Streetdance oder Lindy Hop)                                                                           |
| 10. Show – Movie-Special        | 5. Mai 2023    | Jive, Quickstepp, Tango oder Tango Argentino sowie in den Trio-Dances Cha-Cha-Cha, Charleston, Contemporary, Rumba oder Samba                                               |
| 11. Show – Halbfinale           | 12. Mai 2023   | Zwei der noch nicht gezeigten Tänze (Paso Doble, Slowfox, Jive, Quickstepp, Wiener Walzer, Contemporary), sowie improvisierte Tänze (Rumba, Cha-Cha-Cha, Tango, Charleston) |
| 12. Show – Finale               | 19. Mai 2023   | Jurytanz, Lieblingstanz sowie ein Freestyle |
| Profi-Challenge                 | 26. Mai 2023   | Freestyle-Programme |

## Ergebnisse
| Paar                                                                  | Platz | Letzter Tanz                        | Auf- takt | 1  | 2  | 3  | 4 1  | 5  | 6  | 7 2   | 8 3   | 9        | 10       | 11          | 12          | ø je Tanz |
| --------------------------------------------------------------------- | ----- | ----------------------------------- | --------- | -- | -- | -- | ---- | -- | -- | ----- | ----- | -------- | -------- | ----------- | ----------- | --------- |
| Anna Ermakova & Valentin Lusin • Christian Polanc                     | 1     | Tango, Langsamer Walzer, Freestyle  | 23        | 25 | 29 | 30 | 28+9 | 30 | 29 | 30+10 | 30+8  | 60 30+30 | 56 26+30 | 84 29+30+25 | 90 30+30+30 | 28,63     |
| Julia Beautx & Zsolt Sándor Cseke • Vadim Garbuzov                    | 2     | Rumba, Tango, Freestyle             | 10        | 21 | 22 | 27 | 19+9 | 25 | 24 | 27+10 | 29+6  | 57 29+28 | 60 30+30 | 80 29+26+25 | 87 27+30+30 | 25,68     |
| Philipp Boy & Patricija Ionel • Christina Luft                        | 3     | Wiener Walzer, Jive, Freestyle      | 18        | 21 | 29 | 23 | 25+9 | 30 | 25 | 27+6  | 30+3  | 57 28+29 | 60 30+30 | 73 30+26+17 | 87 27+30+30 | 26,58     |
| Timon Krause & Ekaterina Leonova • Isabel Edvardsson                  | 4     | Quickstepp, Paso Doble, Cha-Cha-Cha | 13        | 16 | 19 | 25 | 26+9 | 24 | 24 | 24+8  | 28+1  | 52 27+25 | 51 24+27 | 76 27+27+22 |             | 23,63     |
| Jens „Knossi“ Knossalla & Isabel Edvardsson • Mariia Maksina          | 5     | Quickstepp, Cha-Cha-Cha             | 12        | 9  | 20 | 19 | 22+9 | 26 | 24 | 24+8  | 25+4  | 51 26+25 | 39 18+21 |             |             | 20,85     |
| Sharon Battiste & Christian Polanc • Alexandru Ionel • Valentin Lusin | 6     | Freestyle, Bachata                  | 19        | 19 | 25 | 23 | 28+9 | 19 | 30 | 24+8  | 23+10 | 54 24+30 |          |             |             | 24,00     |
| Chryssanthi Kavazi & Vadim Garbuzov • Zsolt Sándor Cseke              | 7     | Slowfox, Salsa                      | 19        | 17 | 12 | 13 | 19+9 | 23 | 21 | 23+10 | 19+2  |          |          |             |             | 18,44     |
| Michael „Mimi“ Kraus & Mariia Maksina • Ekaterina Leonova             | 8     | Charleston                          | 14        | 9  | 23 | 24 | 10+9 | 23 | 22 | 24+6  |       |          |          |             |             | 18,63     |
| Ali Güngörmüş & Christina Luft • Patricija Ionel                      | 8     | Paso Doble                          | 13        | 8  | 16 | 20 | 17+9 | 15 | 19 | 20+6  |       |          |          |             |             | 16,00     |
| Sally Özcan & Massimo Sinató                                          | 10    | Charleston                          | 17        | 15 | 16 | 19 | 19+9 | 22 |    |       |       |          |          |             |             | 18,00     |
| Younes Zarou & Malika Dzumaev                                         | 11    | Jive                                | 10        | 15 | 16 | 17 | 19+9 |    |    |       |       |          |          |             |             | 15,40     |
| Natalia Yegorova & Andrzej Cibis                                      | 12    | Tango Argentino                     | 19        | 19 | 20 | 19 |      |    |    |       |       |          |          |             |             | 19,25     |
| Abdelkarim & Kathrin Menzinger                                        | 13    | Slowfox                             | 11        | 10 | 10 |    |      |    |    |       |       |          |          |             |             | 10,33     |
| Alex Mariah Peter & Alexandru Ionel                                   | 14    | Cha-Cha-Cha                         | 15        | 13 |    |    |      |    |    |       |       |          |          |             |             | 14,00     |

Grüne Zahlen: höchste erreichte Jury-Punktzahl der Show
Rote Zahlen: niedrigste erreichte Jury-Punktzahl der Show
Nach Jury- und Zuschauervoting Letztplatzierte (ohne Ausscheiden in Folge 6)
Durch Direktticket vor Ausscheiden geschützt

* Punkte in Normalgröße: Wertungen in Standardtänzen oder vergleichbaren Tänzen (bilden Durchschnittswert)
* Punkte in Kleinschrift in oberer Zeile: Wertungen für Sondertänze
* Punkte in Kleinschrift in unterer Zeile: Zusammensetzung der Gesamtwertung bei zwei oder mehr Standardtänzen
1 Das Endergebnis setzt sich aus der Wertung für einen Paartanz und der Teamleistung im Battle zusammen.
2 Das Endergebnis setzt sich aus den Wertungen für einen Paartanz und den Jury-Teamtanz zusammen.
3 Das Endergebnis setzt sich aus den Wertungen für einen Paartanz und dem Abschneiden bei der Hot Salsa Night zusammen.

## Einzelne Tanzwochen
| Promi                   | Profitänzer                                        | Tanz             | Musik                                                   | Jurypunkte | Jurypunkte | Jurypunkte | Gesamt |
| Promi                   | Profitänzer                                        | Tanz             | Musik                                                   | González   | Mabuse     | Llambi     | Gesamt |
| ----------------------- | -------------------------------------------------- | ---------------- | ------------------------------------------------------- | ---------- | ---------- | ---------- | ------ |
| Julia Beautx            | Christina Luft Zsolt Sándor Cseke Christian Polanc | Cha-Cha-Cha      | Miriam Makeba – Pata Pata                               | 4          | 4          | 2          | 10     |
| Sharon Battiste         | Christina Luft Zsolt Sándor Cseke Christian Polanc | Cha-Cha-Cha      | Miriam Makeba – Pata Pata                               | 6          | 7          | 6          | 19     |
| Younes Zarou            | Christina Luft Zsolt Sándor Cseke Christian Polanc | Cha-Cha-Cha      | Miriam Makeba – Pata Pata                               | 4          | 4          | 2          | 10     |
| Sally Özcan             | Ekaterina Leonova Massimo Sinató Vadim Garbuzov    | Charleston       | Udo Jürgens – Vielen Dank für die Blumen                | 6          | 6          | 5          | 17     |
| Chryssanthi Kavazi      | Ekaterina Leonova Massimo Sinató Vadim Garbuzov    | Charleston       | Udo Jürgens – Vielen Dank für die Blumen                | 6          | 7          | 6          | 19     |
| Abdelkarim              | Ekaterina Leonova Massimo Sinató Vadim Garbuzov    | Charleston       | Udo Jürgens – Vielen Dank für die Blumen                | 5          | 4          | 2          | 11     |
| Jens „Knossi“ Knossalla | Isabel Edvardsson Patricija Ionel Mariia Maksina   | Tango            | David Lee Roth – Just a Gigolo                          | 5          | 5          | 2          | 12     |
| Philipp Boy             | Isabel Edvardsson Patricija Ionel Mariia Maksina   | Tango            | David Lee Roth – Just a Gigolo                          | 6          | 6          | 6          | 18     |
| Ali Güngörmüş           | Isabel Edvardsson Patricija Ionel Mariia Maksina   | Tango            | David Lee Roth – Just a Gigolo                          | 5          | 5          | 3          | 13     |
| Timon Krause            | Malika Dzumaev Kathrin Menzinger                   | Quickstepp       | France Gall – Ein bißchen Goethe, ein bißchen Bonaparte | 5          | 5          | 3          | 13     |
| Mimi Kraus              | Malika Dzumaev Kathrin Menzinger                   | Quickstepp       | France Gall – Ein bißchen Goethe, ein bißchen Bonaparte | 5          | 5          | 4          | 14     |
| Alex Mariah Peter       | Valentin Lusin Andrzej Cibis Alexandru Ionel       | Langsamer Walzer | Dee C Lee – See The Day                                 | 6          | 6          | 3          | 15     |
| Natalia Yegorova        | Valentin Lusin Andrzej Cibis Alexandru Ionel       | Langsamer Walzer | Dee C Lee – See The Day                                 | 7          | 7          | 5          | 19     |
| Anna Ermakova           | Valentin Lusin Andrzej Cibis Alexandru Ionel       | Langsamer Walzer | Dee C Lee – See The Day                                 | 8          | 8          | 7          | 23     |

In der Kennenlernshow wurden die Paare für die Staffel zusammengestellt. Anna Ermakova erhielt in der Summe von Jurypunkten und Zuschaueranrufen die höchste Bewertung und war in der folgenden Show vor dem Ausscheiden geschützt.
| Tanzpaar                                    | Tanz             | Musik                                                       | Jurypunkte | Jurypunkte | Jurypunkte | Gesamt |
| Tanzpaar                                    | Tanz             | Musik                                                       | González   | Mabuse     | Llambi     | Gesamt |
| ------------------------------------------- | ---------------- | ----------------------------------------------------------- | ---------- | ---------- | ---------- | ------ |
| Sally Özcan & Massimo Sinató                | Cha-Cha-Cha      | The Four Tops – I Can’t Help Myself (Sugar Pie Honey Bunch) | 6          | 5          | 4          | 15     |
| Alex Mariah Peter & Alexandru Ionel         | Cha-Cha-Cha      | Yves V & HUGEL – Finally                                    | 5          | 5          | 3          | 13     |
| Julia Beautx & Zsolt Sándor Cseke           | Langsamer Walzer | No Doubt – Don’t Speak                                      | 8          | 7          | 6          | 21     |
| Abdelkarim & Kathrin Menzinger              | Cha-Cha-Cha      | Dean Martin – Cha Cha Cha D'Amour                           | 5          | 4          | 1          | 10     |
| Chryssanthi Kavazi & Vadim Garbuzov         | Jive             | Taylor Swift – Shake It Off                                 | 6          | 6          | 5          | 17     |
| Natalia Yegorova & Andrzej Cibis            | Charleston       | Édith Piaf – Milord                                         | 7          | 7          | 5          | 19     |
| Mimi Kraus & Mariia Maksina                 | Cha-Cha-Cha      | Lou Bega – Conchita                                         | 4          | 3          | 2          | 9      |
| Philipp Boy & Patricija Ionel               | Wiener Walzer    | Kings of Leon – Use Somebody                                | 7          | 7          | 7          | 21     |
| Younes Zarou & Malika Dzumaev               | Quickstepp       | The Baseballs – Umbrella                                    | 6          | 5          | 4          | 15     |
| Ali Güngörmüş & Christina Luft              | Jive             | Queen – Don’t Stop Me Now                                   | 3          | 3          | 2          | 8      |
| Jens „Knossi“ Knossalla & Isabel Edvardsson | Rumba            | Richard Sanderson – Reality                                 | 4          | 3          | 2          | 9      |
| Timon Krause & Ekaterina Leonova            | Langsamer Walzer | Labrinth & Emeli Sandé – Beneath Your Beautiful             | 7          | 6          | 3          | 16     |
| Sharon Battiste & Christian Polanc          | Langsamer Walzer | Hildegard Knef – Für mich soll’s rote Rosen regnen          | 7          | 7          | 5          | 19     |
| Anna Ermakova & Valentin Lusin              | Tango            | Debelah Morgan – Dance With Me                              | 9          | 8          | 8          | 25     |

Alex Mariah Peter, die neben Mimi Kraus und Younes Zarou ums Weiterkommen „zittern“ musste, schied als Erste aus.
| Tanzpaar                                    | Tanz         | Musik                                          | Jurypunkte | Jurypunkte | Jurypunkte | Gesamt |
| Tanzpaar                                    | Tanz         | Musik                                          | González   | Mabuse     | Llambi     | Gesamt |
| ------------------------------------------- | ------------ | ---------------------------------------------- | ---------- | ---------- | ---------- | ------ |
| Julia Beautx & Zsolt Sándor Cseke           | Cha-Cha-Cha  | Jennifer Lopez – Let’s Get Loud (von 1999)     | 8          | 7          | 7          | 22     |
| Younes Zarou & Malika Dzumaev               | Rumba        | Boyzone – No Matter What (von 1998)            | 6          | 6          | 4          | 16     |
| Jens „Knossi“ Knossalla & Isabel Edvardsson | Jive         | Kenny Loggins – Danger Zone (von 1986)         | 7          | 7          | 6          | 20     |
| Natalia Yegorova & Andrzej Cibis            | Rumba        | Barry Manilow – Mandy (von 1974)               | 8          | 7          | 5          | 20     |
| Chryssanthi Kavazi & Vadim Garbuzov         | Tango        | Depeche Mode – Personal Jesus (von 1989)       | 5          | 5          | 2          | 12     |
| Sally Özcan & Massimo Sinató                | Rumba        | Roxette – Listen to Your Heart (von 1988)      | 6          | 6          | 4          | 16     |
| Timon Krause & Ekaterina Leonova            | Cha-Cha-Cha  | C. J. Lewis – Sweets For My Sweet (von 1994)   | 7          | 7          | 5          | 19     |
| Ali Güngörmüş & Christina Luft              | Cha-Cha-Cha  | Wild Cherry – Play That Funky Music (von 1976) | 6          | 6          | 4          | 16     |
| Abdelkarim & Kathrin Menzinger              | Slowfox      | Joe Dolce – Shaddap You Face (von 1981)        | 4          | 4          | 2          | 10     |
| Philipp Boy & Patricija Ionel               | Jive         | Jackie Wilson – Reet Petite (von 1987)         | 10         | 9          | 10         | 29     |
| Mimi Kraus & Mariia Maksina                 | Tango        | Michael Jackson – Beat It (von 1983)           | 9          | 8          | 6          | 23     |
| Sharon Battiste & Alexandru Ionel           | Contemporary | R.E.M. – Losing My Religion (von 1991)         | 9          | 8          | 8          | 25     |
| Anna Ermakova & Valentin Lusin              | Cha-Cha-Cha  | Madonna – Music (von 2000)                     | 10         | 10         | 9          | 29     |

Im „Born in …“-Special vertrat der zuvor ausgeschiedene Alexandru Ionel den verletzten Christian Polanc. Der Zweite-Show-Rekord von vier 10-Punkte-Wertungen aus Staffel 14 wurde erneut erreicht, dazu kamen vier 9-Punkte-Wertungen (zwei Jahren zuvor war es lediglich eine). Natalia Yegorova, Ali Güngörmüş und Abdelkarim erhielten „Rotes Licht“ – Letzterer musste die Show verlassen.
| Tanzpaar                                    | Tanz             | Musik                                       | Jurypunkte | Jurypunkte | Jurypunkte | Gesamt |
| Tanzpaar                                    | Tanz             | Musik                                       | González   | Mabuse     | Llambi     | Gesamt |
| ------------------------------------------- | ---------------- | ------------------------------------------- | ---------- | ---------- | ---------- | ------ |
| Ali Güngörmüş & Christina Luft              | Charleston       | Dolly Parton – 9 to 5                       | 8          | 7          | 5          | 20     |
| Natalia Yegorova & Andrzej Cibis            | Tango Argentino  | Forever Tango – A Evaristo Carriego         | 8          | 7          | 4          | 19     |
| Younes Zarou & Malika Dzumaev               | Wiener Walzer    | Ed Sheeran – Perfect                        | 7          | 7          | 3          | 17     |
| Jens „Knossi“ Knossalla & Isabel Edvardsson | Slowfox          | Frank Sinatra – Love and Marriage           | 7          | 7          | 5          | 19     |
| Chryssanthi Kavazi & Vadim Garbuzov         | Cha-Cha-Cha      | Miley Cyrus – Flowers                       | 6          | 6          | 1          | 13     |
| Mimi Kraus & Mariia Maksina                 | Langsamer Walzer | Rio Reiser – Für immer und Dich             | 9          | 9          | 6          | 24     |
| Sharon Battiste & Christian Polanc          | Samba            | Sean Paul, David Guetta, Becky G – Mad Love | 8          | 8          | 7          | 23     |
| Sally Özcan & Massimo Sinató                | Slowfox          | Édith Piaf – La vie en rose                 | 7          | 7          | 5          | 19     |
| Julia Beautx & Zsolt Sándor Cseke           | Tango            | Sexteto Mayor – Tanguera                    | 10         | 9          | 8          | 27     |
| Anna Ermakova & Valentin Lusin              | Slowfox          | Britney Spears – Oops!… I Did It Again      | 10         | 10         | 10         | 30     |
| Timon Krause & Ekaterina Leonova            | Charleston       | C2C, Derek Martin – Happy                   | 9          | 8          | 8          | 25     |
| Philipp Boy & Patricija Ionel               | Rumba            | Luis Enrique Mejía Godoy – Ese Momento      | 7          | 8          | 8          | 23     |

Im „Roten Licht“ standen Natalia Yegorova, Chryssanthi Kavazi, „Knossi“ und Sally Özcan – für Erstere reichten die Anrufe nicht. Die Höchstpunktzahl von 30 Punkten für ein Paar in einer dritten Show gab es bereits in fünf Staffeln zuvor, in Staffel 9 sogar für zwei Auftritte.
| Tanzpaar                                    | Tanz          | Musik | Jurypunkte | Jurypunkte | Jurypunkte | Gesamt |
| Tanzpaar                                    | Tanz          | Musik | González   | Mabuse     | Llambi     | Gesamt |
| ------------------------------------------- | ------------- | --- | ---------- | ---------- | ---------- | ------ |
| Philipp Boy & Patricija Ionel               | Cha-Cha-Cha   | Philip Bailey & Phil Collins – Easy Lover | 8          | 8          | 9          | 25     |
| Ali Güngörmüş & Christina Luft              | Quickstepp    | Rick Astley – Together Forever | 7          | 6          | 4          | 17     |
| Chryssanthi Kavazi & Vadim Garbuzov         | Wiener Walzer | Mecano – Hijo de la luna | 8          | 7          | 4          | 19     |
| Sally Özcan & Massimo Sinató                | Tango         | Irene Cara – Flashdance … What a Feeling | 7          | 7          | 5          | 19     |
| Timon Krause & Ekaterina Leonova            | Rumba         | Culture Club – Do You Really Want to Hurt Me | 9          | 8          | 9          | 26     |
| Sharon Battiste & Christian Polanc          | Cha-Cha-Cha   | Fine Young Cannibals – She Drives Me Crazy | 10         | 9          | 9          | 28     |
| Jens „Knossi“ Knossalla & Isabel Edvardsson | Tango         | Frankie Goes To Hollywood – Relax | 8          | 8          | 6          | 22     |
| Younes Zarou & Malika Dzumaev               | Jive          | A-ha – Take On Me | 7          | 7          | 5          | 19     |
| Anna Ermakova & Valentin Lusin              | Paso Doble    | Kate Bush – Running Up That Hill | 10         | 9          | 9          | 28     |
| Mimi Kraus & Mariia Maksina                 | Jive          | Elton John – I'm Still Standing | 5          | 4          | 1          | 10     |
| Julia Beautx & Zsolt Sándor Cseke           | Rumba         | Patrick Swayze – She’s Like the Wind | 7          | 7          | 5          | 19     |
| „Boys vs. Girls“-Special                    |               | |            |            |            |        |
| alle Promis                                 | Freestyle     | Medley: Sir Mix-a-Lot – Baby Got Back • Los Del Rio – Macarena • Jody Bernal & Billy The Kit – Macarena (feat. Nicole Jung) • Lady Gaga – Bloody Mary |            |            |            |        |
| alle Promis                                 | Freestyle     | Medley: Sir Mix-a-Lot – Baby Got Back • Los Del Rio – Macarena • Jody Bernal & Billy The Kit – Macarena (feat. Nicole Jung) • Lady Gaga – Bloody Mary | Team Boys  | Team Boys  | Team Boys  | ø      |
| alle Promis                                 | Freestyle     | Medley: Sir Mix-a-Lot – Baby Got Back • Los Del Rio – Macarena • Jody Bernal & Billy The Kit – Macarena (feat. Nicole Jung) • Lady Gaga – Bloody Mary | 10         | 8          | 8          | 9      |
| alle Promis                                 | Freestyle     | Medley: Sir Mix-a-Lot – Baby Got Back • Los Del Rio – Macarena • Jody Bernal & Billy The Kit – Macarena (feat. Nicole Jung) • Lady Gaga – Bloody Mary | Team Girls | Team Girls | Team Girls | ø      |
| alle Promis                                 | Freestyle     | Medley: Sir Mix-a-Lot – Baby Got Back • Los Del Rio – Macarena • Jody Bernal & Billy The Kit – Macarena (feat. Nicole Jung) • Lady Gaga – Bloody Mary | 10         | 10         | 6          | 9      |

Im 80er-Jahre-Special gab es einen „wilden“ Opener der Profis und ruhigere Paartänze, ehe es mit dem „Street Battle“ der Geschlechter und einem lautstarken Plädoyer von Motsi Mabuse zugunsten der „Girls“ wieder temperamentvoller wurde. Da Joachim Llambi stattdessen die „Boys“ in der Wertung vorne sah und kein gemeinsames Jurorenurteil möglich schien, verlangte Daniel Hartwich zum zweiten Mal nach Staffel 11 eine Einzelabstimmung der Jury. Nach 5 Boys- und 2 Girls-Siegen kam es so zum ersten Unentschieden. Mimi Kraus und Ali Güngörmüş konnten dem „Roten Licht“ noch entfliehen, das bis zuletzt auf Younes Zarou gerichtet blieb.
| Tanzpaar                                    | Tanz         | Musik                                                                   | Jurypunkte | Jurypunkte | Jurypunkte | Gesamt |
| Tanzpaar                                    | Tanz         | Musik                                                                   | González   | Mabuse     | Llambi     | Gesamt |
| ------------------------------------------- | ------------ | ----------------------------------------------------------------------- | ---------- | ---------- | ---------- | ------ |
| Chryssanthi Kavazi & Vadim Garbuzov         | Charleston   | Cyndi Lauper – Girls Just Want to Have Fun                              | 9          | 8          | 6          | 23     |
| Sharon Battiste & Christian Polanc          | Quickstepp   | The Baseballs – The Look                                                | 7          | 7          | 5          | 19     |
| Mimi Kraus & Mariia Maksina                 | Contemporary | Lewis Capaldi – Pointless                                               | 8          | 8          | 7          | 23     |
| Sally Özcan & Massimo Sinató                | Charleston   | The Andrews Sisters – Don't Bring Lulu                                  | 8          | 8          | 6          | 22     |
| Ali Güngörmüş & Christina Luft              | Samba        | King África – La Bomba                                                  | 6          | 5          | 4          | 15     |
| Timon Krause & Ekaterina Leonova            | Slowfox      | Ryan Gosling, Emma Stone – City of Stars                                | 9          | 8          | 7          | 24     |
| Anna Ermakova & Valentin Lusin              | Quickstepp   | Tony Bennett, Lady Gaga – Anything Goes                                 | 10         | 10         | 10         | 30     |
| Jens „Knossi“ Knossalla & Isabel Edvardsson | Charleston   | Margot Werner – So ein Mann                                             | 9          | 9          | 8          | 26     |
| Julia Beautx & Zsolt Sándor Cseke           | Paso Doble   | Tears for Fears – Everybody Wants to Rule the World                     | 9          | 8          | 8          | 25     |
| Philipp Boy & Patricija Ionel               | Contemporary | Alexander Knappe, Joel Brandenstein – Bis meine Welt die Augen schließt | 10         | 10         | 10         | 30     |

Zweimal 30 Punkte in einer fünften Show gab es bislang nur in Staffel 12. Die drei Paare, die in der Jurybewertung die letzten Plätze belegten, taten es auch nach der Zuschauerabstimmung und mussten „zittern“ – Sally Özcan gelang das Weiterkommen nicht. Zur Überraschung von Prominenten und Jury (die Profitänzer wurden bereits vor Showbeginn eingeweiht) kündigten die Moderatoren gegen Ende der Sendung einen erstmaligen „Partner-Switch“ an - die Tanzpaare werden für die nächste Show in anderer Weise zusammengestellt.
| Tanzpaar                                 | Tanz             | Musik                                                | Jurypunkte | Jurypunkte | Jurypunkte | Gesamt |
| Tanzpaar                                 | Tanz             | Musik                                                | González   | Mabuse     | Llambi     | Gesamt |
| ---------------------------------------- | ---------------- | ---------------------------------------------------- | ---------- | ---------- | ---------- | ------ |
| Philipp Boy & Christina Luft             | Samba            | Ricky Martin, Daddy Yankee und Taboo – Drop It On Me | 9          | 8          | 8          | 25     |
| Ali Güngörmüş & Patricija Ionel          | Langsamer Walzer | A Whiter Shade of Pale (Coverversion)                | 7          | 7          | 5          | 19     |
| Mimi Kraus & Ekaterina Leonova           | Paso Doble       | Kakegurui – Desire For Recklessness                  | 8          | 8          | 6          | 22     |
| Chryssanthi Kavazi & Zsolt Sándor Cseke  | Rumba            | Dancing Queen (Coverversion)                         | 8          | 7          | 6          | 21     |
| Sharon Battiste & Valentin Lusin         | Rumba            | Dreamgirls – One Night Only                          | 10         | 10         | 10         | 30     |
| Julia Beautx & Vadim Garbuzov            | Wiener Walzer    | Lola Young – FAKE                                    | 9          | 8          | 7          | 24     |
| Timon Krause & Isabel Edvardsson         | Jive             | Chubby Checker – Let's Twist Again                   | 9          | 9          | 6          | 24     |
| Jens „Knossi“ Knossalla & Mariia Maksina | Contemporary     | Welshey Arms – Legendary                             | 8          | 8          | 8          | 24     |
| Anna Ermakova & Christian Polanc         | Samba            | Bellini – Tic Tic Tac                                | 10         | 10         | 9          | 29     |

Zu Beginn der Partnertauschrunde verkündete Daniel Hartwich, dass dieses Mal niemand ausscheiden werde, sondern nach der nächsten Show zwei Paare. Der Sieger des Abends erspiele sich einen in der vergangenen Staffel zum ersten Mal vergebenen Bonuspunkt, womit er eventuell in der nächsten Runde einen besseren Platz im Juryranking erreichen könne. Den Bonuspunkt erhielt Anna Ermakova, zusätzlich wurde bekanntgegeben, dass Ali Güngörmüş durch die diesmalige Sonderregelung das Verlassen der Show erspart blieb.
| Tanzpaar                                                     | Tanz                                          | Musik | Jurypunkte | Jurypunkte | Jurypunkte | Gesamt |
| Tanzpaar                                                     | Tanz                                          | Musik | González   | Mabuse     | Llambi     | Gesamt |
| ------------------------------------------------------------ | --------------------------------------------- | --- | ---------- | ---------- | ---------- | ------ |
| Julia Beautx & Zsolt Sándor Cseke                            | Charleston                                    | Carly Rae Jepsen – Call Me Maybe                                                                                         | 9          | 9          | 9          | 27     |
| Philipp Boy & Patricija Ionel                                | Langsamer Walzer                              | Luther Vandross – When I Need You                                                                                        | 9          | 9          | 9          | 27     |
| Chryssanthi Kavazi & Vadim Garbuzov                          | Paso Doble                                    | Florence + the Machine – Spectrum                                                                                        | 8          | 8          | 7          | 23     |
| Ali Güngörmüş & Christina Luft                               | Paso Doble                                    | Marc Reift – Toreador Olé                                                                                                | 7          | 7          | 6          | 20     |
| Timon Krause & Ekaterina Leonova                             | Wiener Walzer                                 | Hallelujah (Coverversion)                                                                                                | 9          | 8          | 7          | 24     |
| Sharon Battiste & Christian Polanc                           | Jive                                          | Meghan Trainor – Made You Look                                                                                           | 9          | 8          | 7          | 24     |
| Anna Ermakova & Valentin Lusin                               | Langsamer Walzer                              | Camila Cabello – Consequences                                                                                            | 10         | 10         | 10         | 30     |
| Mimi Kraus & Mariia Maksina                                  | Charleston                                    | Serebro – Mi Mi Mi | 8          | 8          | 8          | 24     |
| Jens „Knossi“ Knossalla & Isabel Edvardsson                  | Paso Doble                                    | Robbie Williams – Let Me Entertain You                                                                                   | 8          | 7          | 9          | 24     |
| Jury-Teamtänze                                               |                                               | |            |            |            |        |
| Team Motsi (Anna Ermakova, Julia Beautx, Chryssanthi Kavazi) | Contemporary, Paso Doble, Tango               | Evanescence – Bring Me to Life                                                                                           |            |            |            | 10     |
| Team Jorge (Knossi, Sharon Battiste, Timon Krause)           | Tango, Slowfox, Freestyle, Charleston         | Cell Block Tango • All That Jazz • Hot Honeyrag aus dem Musical Chicago                                                  |            |            |            | 8      |
| Team Llambi (Philipp Boy, Mimi Kraus, Ali Güngörmüs)         | Marsch, Polka, Paso Doble, Rumba, Cha-Cha-Cha | Räuber – Denn wenn Et Trömmelche jeht • Höhner – Viva Colonia • Brings – Superjeilezick • Bläck Fööss – Du bes die Stadt |            |            |            | 6      |

Die Tänze der Teams bewerteten die namensgebenden Juroren diesmal gemeinsam. Mit 10, 8 und 6 Punkten zu werten war ihnen vorgegeben. Mimi Kraus und Ali Güngörmüş konnten den Abstand von 3 bzw. 4 Punkten, die sie nach den beiden Tänzen in der Jurywertung zu den vor ihnen Platzierten hatten, mit Zuschauerstimmen nicht mehr aufholen und mussten sich verabschieden. „Knossi“ hatte das „Rote Licht“ wieder verlassen können.
| Tanzpaar                                    | Tanz          | Musik | Jurypunkte | Jurypunkte | Jurypunkte | Gesamt |
| Tanzpaar                                    | Tanz          | Musik | González | Mabuse | Llambi | Gesamt |
| ------------------------------------------- | ------------- | --- | --- | --- | --- | --- |
| Philipp Boy & Patricija Ionel               | Quickstepp    | Bobby Darin – I’m Sitting on Top of the World | 10 | 10 | 10 | 30 |
| Chryssanthi Kavazi & Vadim Garbuzov         | Slowfox       | Sunny Afternoon (Coverversion) | 7 | 7 | 5 | 19 |
| Julia Beautx & Zsolt Sándor Cseke           | Samba         | Camila Cabello, Ed Sheeran – Bam Bam | 10 | 9 | 10 | 29 |
| Sharon Battiste & Christian Polanc          | Wiener Walzer | Lizzo – Cuz I Love You | 9 | 8 | 6 | 23 |
| Anna Ermakova & Valentin Lusin              | Charleston    | Puppet on a String (Coverversion) | 10 | 10 | 10 | 30 |
| Jens „Knossi“ Knossalla & Isabel Edvardsson | Wiener Walzer | Chim Chim Cher-ee aus dem Film Mary Poppins | 9 | 8 | 8 | 25 |
| Timon Krause & Ekaterina Leonova            | Contemporary  | Harry Styles – Falling | 10 | 9 | 9 | 28 |
| Hot Salsa Night                             |               | | | | | |
| alle Paare                                  | Salsa         | Marc Anthony – Bajo la Tormenta Luis Fonsi – Despacito El Rubio Loco – Salsaton Marc Anthony – Aguanilé Miami Sound Machine – Conga Don't Touch Me Tomato Marc Anthony – Vivir Mi Vida | 1 – Timon Krause & Ekaterina Leonova 2 – Chryssanthi Kavazi & Vadim Garbuzov 3 – Philipp Boy & Patricija Ionel 4 – Jens „Knossi“ Knossalla & Isabel Edvardsson 6 – Julia Beautx & Zsolt Sándor Cseke 8 – Anna Ermakova & Valentin Lusin 10 – Sharon Battiste & Christian Polanc | 1 – Timon Krause & Ekaterina Leonova 2 – Chryssanthi Kavazi & Vadim Garbuzov 3 – Philipp Boy & Patricija Ionel 4 – Jens „Knossi“ Knossalla & Isabel Edvardsson 6 – Julia Beautx & Zsolt Sándor Cseke 8 – Anna Ermakova & Valentin Lusin 10 – Sharon Battiste & Christian Polanc | 1 – Timon Krause & Ekaterina Leonova 2 – Chryssanthi Kavazi & Vadim Garbuzov 3 – Philipp Boy & Patricija Ionel 4 – Jens „Knossi“ Knossalla & Isabel Edvardsson 6 – Julia Beautx & Zsolt Sándor Cseke 8 – Anna Ermakova & Valentin Lusin 10 – Sharon Battiste & Christian Polanc | 1 – Timon Krause & Ekaterina Leonova 2 – Chryssanthi Kavazi & Vadim Garbuzov 3 – Philipp Boy & Patricija Ionel 4 – Jens „Knossi“ Knossalla & Isabel Edvardsson 6 – Julia Beautx & Zsolt Sándor Cseke 8 – Anna Ermakova & Valentin Lusin 10 – Sharon Battiste & Christian Polanc |

Zum ersten Mal wurden in einer achten Show zweimal 30 Punkte erreicht und zum zweiten Mal überhaupt standen danach bei einer Teilnehmerin – Anna Ermakova – bereits vier Höchstwertungen zu Buche – nach bislang nur bei Vanessa Mai in Staffel 10.
Statt des langjährigen Discofox-Marathons fand nach dem gleichen Procedere erstmalig eine „Hot Salsa Night“ statt, die nach Jurymeinung Sharon Battiste mit Christian Polanc überlegen für sich entschied. Trotzdem musste sich diese mit Timon Krause und Chryssanthi Kavazi ins rote Scheinwerferlicht stellen, das bis zuletzt auf Chryssanthi Kavazi haftete.
| Tanzpaar                                    | Tanz        | Musik                                                       | Jurypunkte | Jurypunkte | Jurypunkte | Gesamt |
| Tanzpaar                                    | Tanz        | Musik                                                       | González   | Mabuse     | Llambi     | Gesamt |
| ------------------------------------------- | ----------- | ----------------------------------------------------------- | ---------- | ---------- | ---------- | ------ |
| Philipp Boy & Patricija Ionel               | Freestyle   | 2wei - Survivor • Lady Gaga - Hold My Hand                  | 9          | 10         | 9          | 28     |
| Sharon Battiste & Christian Polanc          | Freestyle   | Can’t Help Falling in Love (Coverversion)                   | 8          | 8          | 8          | 24     |
| Jens „Knossi“ Knossalla & Isabel Edvardsson | Freestyle   | Westlife – You Raise Me Up                                  | 9          | 9          | 8          | 26     |
| Timon Krause & Ekaterina Leonova            | Freestyle   | Scott Benson Band - Requiem For A Dream                     | 9          | 9          | 9          | 27     |
| Julia Beautx & Zsolt Sándor Cseke           | Freestyle   | Marvin Gaye & Tammi Terrell - Ain’t No Mountain High Enough | 10         | 10         | 9          | 29     |
| Anna Ermakova & Valentin Lusin              | Freestyle   | Behind Blue Eyes (Coverversion)                             | 10         | 10         | 10         | 30     |
| Tanzduelle                                  |             |                                                             |            |            |            |        |
| Jens „Knossi“ Knossalla & Isabel Edvardsson | Lindy Hop   | Roger Cicero – Mack The Knife                               | 8          | 8          | 9          | 25     |
| Timon Krause & Ekaterina Leonova            | Lindy Hop   | Roger Cicero – Mack The Knife                               | 8          | 8          | 9          | 25     |
| Philipp Boy & Patricija Ionel               | Streetdance | Nina Chuba – Wildberry Lillet                               | 9          | 10         | 10         | 29     |
| Julia Beautx & Zsolt Sándor Cseke           | Streetdance | Nina Chuba – Wildberry Lillet                               | 9          | 9          | 10         | 28     |
| Sharon Battiste & Christian Polanc          | Bachata     | Manuel Turizo – La Bachata                                  | 10         | 10         | 10         | 30     |
| Anna Ermakova & Valentin Lusin              | Bachata     | Manuel Turizo – La Bachata                                  | 10         | 10         | 10         | 30     |

Sharon Battiste stand, trotz ihrer zweiten 30-Punkte-Wertung, erneut – mit Timon Krause und „Knossi“ – im „Roten Licht“, ohne es diesmal wieder verlassen zu können. Anna Ermakova erreichte schon sechsmal die Maximalpunktzahl, dies war nach einer neunten Show zwei Prominenten bislang fünfmal gelungen.
| Tanzpaar                                                        | Tanz            | Musik                                                                        | Jurypunkte | Jurypunkte | Jurypunkte | Gesamt |
| Tanzpaar                                                        | Tanz            | Musik                                                                        | González   | Mabuse     | Llambi     | Gesamt |
| --------------------------------------------------------------- | --------------- | ---------------------------------------------------------------------------- | ---------- | ---------- | ---------- | ------ |
| Anna Ermakova & Valentin Lusin                                  | Jive            | Hey, Pippi Langstrumpf aus der Fernsehserie Pippi Langstrumpf (Coverversion) | 9          | 9          | 8          | 26     |
| Timon Krause & Ekaterina Leonova                                | Tango           | Discombobulate aus dem Film Sherlock Holmes (Coverversion)                   | 9          | 8          | 7          | 24     |
| Julia Beautx & Zsolt Sándor Cseke                               | Quickstepp      | We Go Together aus dem Film Grease (Coverversion)                            | 10         | 10         | 10         | 30     |
| Jens „Knossi“ Knossalla & Isabel Edvardsson                     | Quickstepp      | I Wanna Be Like You aus dem Film Das Dschungelbuch (Coverversion)            | 7          | 7          | 4          | 18     |
| Philipp Boy & Patricija Ionel                                   | Tango Argentino | Valentine’s Dance Tango aus dem Film Another Cinderella Story (Coverversion) | 10         | 10         | 10         | 30     |
| Trio-Dances                                                     |                 |                                                                              |            |            |            |        |
| Anna Ermakova & Valentin Lusin + Massimo Sinató                 | Rumba           | Taylor Dayne – Tell It to My Heart                                           | 10         | 10         | 10         | 30     |
| Timon Krause & Ekaterina Leonova + Mariia Maksina               | Samba           | Culcha Candela – Hamma!                                                      | 9          | 9          | 9          | 27     |
| Jens „Knossi“ Knossalla & Isabel Edvardsson + Kathrin Menzinger | Cha-Cha-Cha     | The Commitments in Die Commitments – Mustang Sally                           | 8          | 8          | 5          | 21     |
| Philipp Boy & Patricija Ionel + Christina Luft                  | Charleston      | Caro Emerald – That Man                                                      | 10         | 10         | 10         | 30     |
| Julia Beautx & Zsolt Sándor Cseke + Vadim Garbuzov              | Contemporary    | Dove Cameron – Boyfriend                                                     | 10         | 10         | 10         | 30     |

Von den Trio-Dances zeigten sich Moderation und Jury sehr angetan – ausgenommen von der Darbietung „Knossi“s, der sich aus der Show verabschieden musste. Rot angestrahlt wurden zudem Timon Krause und Anna Ermakova, die nach 10 Shows ebenso wie Janin Ullmann im vergangenen Jahr sieben Höchstwertungen erreichte.
| Tanzpaar                          | Tanz          | Musik                                      | Jurypunkte | Jurypunkte | Jurypunkte | Gesamt |
| Tanzpaar                          | Tanz          | Musik                                      | González   | Mabuse     | Llambi     | Gesamt |
| --------------------------------- | ------------- | ------------------------------------------ | ---------- | ---------- | ---------- | ------ |
| Philipp Boy & Patricija Ionel     | Paso Doble    | Paint It Black (Coverversion)              | 10         | 10         | 10         | 30     |
| Philipp Boy & Patricija Ionel     | Slowfox       | Beyond the Sea (Coverversion)              | 9          | 9          | 8          | 26     |
| Julia Beautx & Zsolt Sándor Cseke | Slowfox       | What Is Love (Coverversion)                | 10         | 10         | 9          | 29     |
| Julia Beautx & Zsolt Sándor Cseke | Jive          | Olivia Rodrigo – Good 4 U                  | 9          | 9          | 8          | 26     |
| Timon Krause & Ekaterina Leonova  | Quickstepp    | Hey, Good Lookin’ (Coverversion)           | 9          | 9          | 9          | 27     |
| Timon Krause & Ekaterina Leonova  | Paso Doble    | El gato montés (Version)                   | 9          | 9          | 9          | 27     |
| Anna Ermakova & Valentin Lusin    | Wiener Walzer | Jennie Lena – Who’s Lovin’ You             | 10         | 10         | 9          | 29     |
| Anna Ermakova & Valentin Lusin    | Contemporary  | Bishop Briggs – River                      | 10         | 10         | 10         | 30     |
| Impro-Dances                      |               |                                            |            |            |            |        |
| Anna Ermakova & Valentin Lusin    | Rumba         | Fallen (Coverversion)                      | 9          | 9          | 7          | 25     |
| Timon Krause & Ekaterina Leonova  | Cha-Cha-Cha   | Ke$ha – Tik Tok                            | 8          | 8          | 6          | 22     |
| Julia Beautx & Zsolt Sándor Cseke | Tango         | El Antifaz (Coverversion)                  | 9          | 9          | 7          | 25     |
| Philipp Boy & Patricija Ionel     | Charleston    | Five Foot Two, Eyes of Blue (Coverversion) | 7          | 7          | 3          | 17     |

Nach einem „totalen Blackout beim Impro-Charleston“ musste sich Philipp Boy ins „Rote Licht“ begeben, das Timon Krause ins Aus wies. Nach dem Halbfinale verbuchte Anna Ermakova, ebenso wie Janin Ullmann eine Staffel zuvor, acht Mal die Maximalpunktzahl.
| Tanzpaar                          | Tanz             | Musik | Jurypunkte | Jurypunkte | Jurypunkte | Gesamt |
| Tanzpaar                          | Tanz             | Musik | González   | Mabuse     | Llambi     | Gesamt |
| --------------------------------- | ---------------- | --- | ---------- | ---------- | ---------- | ------ |
| Anna Ermakova & Valentin Lusin    | Tango            | Haris Alexiou – To Tango Tis Nefelis | 10         | 10         | 10         | 30     |
| Anna Ermakova & Valentin Lusin    | Langsamer Walzer | Camila Cabello – Consequences | 10         | 10         | 10         | 30     |
| Anna Ermakova & Valentin Lusin    | Freestyle        | Medley zum Motto „Alice im Wunderland“ mit Alice in Wonderland Theme • Going To Battle • Alice aus dem Film Alice im Wunderland • Earth, Wind & Fire – Boogie Wonderland      | 10         | 10         | 10         | 30     |
| Philipp Boy & Patricija Ionel     | Wiener Walzer    | Bruno Mars – If I Knew | 9          | 9          | 9          | 27     |
| Philipp Boy & Patricija Ionel     | Jive             | Jackie Wilson – Reet Petite | 10         | 10         | 10         | 30     |
| Philipp Boy & Patricija Ionel     | Freestyle        | Medley zum Motto „Barbie & Ken“ mit Aqua – Barbie Girl • Tesher – Jalebi Baby • 50 Cent – Candy Shop • Ava Max – Not Your Barbie Girl • Afric Simone – Hafanana               | 10         | 10         | 10         | 30     |
| Julia Beautx & Zsolt Sándor Cseke | Rumba            | Cesaria Evora – Bésame Mucho | 9          | 9          | 9          | 27     |
| Julia Beautx & Zsolt Sándor Cseke | Tango            | Sexteto Mayor – Tanguera | 10         | 10         | 10         | 30     |
| Julia Beautx & Zsolt Sándor Cseke | Freestyle        | Medley zum Motto „Die Eiskönigin“ mit Do You Want To Build A Snowman? • Into The Unknown • Let It Go aus den Filmen Die Eiskönigin – Völlig unverfroren und Die Eiskönigin II | 10         | 10         | 10         | 30     |

Das Finale begann mit den Jurytänzen, bei denen die Prominenten einen Tanzstil aus den Anfangswochen mit den mittlerweile erlernten Fähigkeiten und zusätzlichem Co-Training durch einen Juror erneut darboten. Jorge González wählte für Anna Ermakova den Tango (Show 1), Joachim Llambi für Philipp Boy den Wiener Walzer (Show 1) und Motsi Mabuse für Julia Beautx die Rumba (Show 4). Als Lieblingstänze gab es Wiederholungen der Tänze aus Show 3 (Beautx), Show 2 (Boy) und Show 7 (Ermakova). Im „Final Freestyle“ wurden bekannte Märchen- und Kultfiguren „vertanzt“.
Die Siegerin Anna Ermakova erzielte mit elf 30-Punkte-Ergebnissen und einer Durchschnittsbewertung von 28,63 Punkten in den Paartänzen neue Höchstwerte (bisher Ella Endlich mit zehn Maximalpunktzahlen und 28,53 Punkten in Staffel 12).
| Tanzpaar                            | Tanz      | Musik |
| ----------------------------------- | --------- | --- |
| Kathrin Menzinger & Valentin Lusin  | Freestyle | David Campbell – The Old Fashioned Way • Fred Astaire – The Girl Hunt Ballet • Ruthi Henshall – I Got Rhythm Motto „Swing Time“ |
| Anna Salita & Evgeny Vinokurov      | Freestyle | Måneskin – Lividi sui gomiti • I Wanna Be Your Slave • Torna a casa • Beggin’ Motto „Be different“                              |
| Patricija Ionel & Christian Polanc  | Freestyle | Hidden Citizens – Crazy on You Motto „Eclipse“                                                                                  |
| Ekaterina Leonova & Alexandru Ionel | Freestyle | Tommee Profitt – In the End Motto „Vertrau mir“                                                                                 |
| Malika Dzumaev & Zsolt Sándor Cseke | Freestyle | Taalbi Brothers – Uccen • Gipsy Kings – Bamboleo Motto „Das Schicksal“                                                          |
| Isabel Edvardsson & Christina Luft  | Freestyle | Indila – Dernière Danse Motto „Letzter Tanz“                                                                                    |
| Marta Arndt & Artur Balandin        | Freestyle | Nick Cave – Shard • Marilyn Monroe – I Wanna Be Loved by You • Austin Butler – Hound Dog Motto „Elvis meets Marilyn“            |
| Andrzej Cibis & Vadim Garbuzov      | Freestyle | Nick Cave – Red Right Hand • 2WEI – Gangsta’s Paradise • The Score – Higher Motto „Preis der Macht“                             |
| Mariia Maksina & Massimo Sinató     | Freestyle | Taalbi Brothers – Ameksa Motto „El Juego del Fuego“                                                                             |
| Dance-off                           |           | |
| Kathrin Menzinger & Valentin Lusin  | Freestyle | Michael Bublé – Higher |
| Malika Dzumaev & Zsolt Sándor Cseke | Freestyle | Michael Bublé – Higher |
| Andrzej Cibis & Vadim Garbuzov      | Freestyle | Michael Bublé – Higher |
|                                     |           | Ergebnis |

## Tanztabelle
| Paar                                      | Kennenlern- show | Show 1           | Show 2       | Show 3           | Show 4        | Show 4                            | Show 5       | Show 6           | Show 7           | Show 7                      | Show 8        | Show 8          | Show 9                    | Show 9      | Show 10         | Show 10      | Show 11       | Show 11      | Show 11                     | Show 12       | Show 12          | Show 12       |
| ----------------------------------------- | ---------------- | ---------------- | ------------ | ---------------- | ------------- | --------------------------------- | ------------ | ---------------- | ---------------- | --------------------------- | ------------- | --------------- | ------------------------- | ----------- | --------------- | ------------ | ------------- | ------------ | --------------------------- | ------------- | ---------------- | ------------- |
| Anna & Valentin • Christian               | Langsamer Walzer | Tango            | Cha-Cha-Cha  | Slowfox          | Paso Doble    | Freestyle (Boys-vs.-Girls-Battle) | Quickstepp   | Samba            | Langsamer Walzer | Jury-Teamtanz (Team Motsi)  | Charleston    | Hot Salsa Night | Freestyle (Magic Moments) | Bachata     | Jive            | Rumba        | Wiener Walzer | Contemporary | Rumba (Improvisation)       | Tango         | Langsamer Walzer | Freestyle     |
| Julia & Zsolt • Vadim                     | Cha-Cha-Cha      | Langsamer Walzer | Cha-Cha-Cha  | Tango            | Rumba         | Freestyle (Boys-vs.-Girls-Battle) | Paso Doble   | Wiener Walzer    | Charleston       | Jury-Teamtanz (Team Motsi)  | Samba         | Hot Salsa Night | Freestyle (Magic Moments) | Streetdance | Quickstepp      | Contemporary | Slowfox       | Jive         | Tango (Improvisation)       | Rumba         | Tango            | Freestyle     |
| Philipp & Patricija • Christina           | Tango            | Wiener Walzer    | Jive         | Rumba            | Cha-Cha-Cha   | Freestyle (Boys-vs.-Girls-Battle) | Contemporary | Samba            | Langsamer Walzer | Jury-Teamtanz (Team Llambi) | Quickstepp    | Hot Salsa Night | Freestyle (Magic Moments) | Streetdance | Tango Argentino | Charleston   | Paso Doble    | Slowfox      | Charleston (Improvisation)  | Wiener Walzer | Jive             | Freestyle     |
| Timon & Ekaterina • Isabel                | Quickstepp       | Langsamer Walzer | Cha-Cha-Cha  | Charleston       | Rumba         | Freestyle (Boys-vs.-Girls-Battle) | Slowfox      | Jive             | Wiener Walzer    | Jury-Teamtanz (Team Jorge)  | Contemporary  | Hot Salsa Night | Freestyle (Magic Moments) | Lindy Hop   | Tango           | Samba        | Quickstepp    | Paso Doble   | Cha-Cha-Cha (Improvisation) |               |                  | Charleston    |
| Knossi & Isabel • Mariia                  | Tango            | Rumba            | Jive         | Slowfox          | Tango         | Freestyle (Boys-vs.-Girls-Battle) | Charleston   | Contemporary     | Paso Doble       | Jury-Teamtanz (Team Jorge)  | Wiener Walzer | Hot Salsa Night | Freestyle (Magic Moments) | Lindy Hop   | Quickstepp      | Cha-Cha-Cha  |               |              |                             |               |                  | Jive          |
| Sharon & Christian • Alexandru • Valentin | Cha-Cha-Cha      | Langsamer Walzer | Contemporary | Samba            | Cha-Cha-Cha   | Freestyle (Boys-vs.-Girls-Battle) | Quickstepp   | Rumba            | Jive             | Jury-Teamtanz (Team Jorge)  | Wiener Walzer | Hot Salsa Night | Freestyle (Magic Moments) | Bachata     |                 |              |               |              |                             |               |                  | Cha-Cha-Cha   |
| Chryssanthi & Vadim • Zsolt               | Charleston       | Jive             | Tango        | Cha-Cha-Cha      | Wiener Walzer | Freestyle (Boys-vs.-Girls-Battle) | Charleston   | Rumba            | Paso Doble       | Jury-Teamtanz (Team Motsi)  | Slowfox       | Hot Salsa Night |                           |             |                 |              |               |              |                             |               |                  | Charleston    |
| Ali & Christina • Patricija               | Tango            | Jive             | Cha-Cha-Cha  | Charleston       | Quickstepp    | Freestyle (Boys-vs.-Girls-Battle) | Samba        | Langsamer Walzer | Paso Doble       | Jury-Teamtanz (Team Llambi) |               |                 |                           |             |                 |              |               |              |                             |               |                  | Charleston    |
| Mimi & Mariia • Ekaterina                 | Quickstepp       | Cha-Cha-Cha      | Tango        | Langsamer Walzer | Jive          | Freestyle (Boys-vs.-Girls-Battle) | Contemporary | Paso Doble       | Charleston       | Jury-Teamtanz (Team Llambi) |               |                 |                           |             |                 |              |               |              |                             |               |                  | Tango         |
| Sally & Massimo                           | Charleston       | Cha-Cha-Cha      | Rumba        | Slowfox          | Tango         | Freestyle (Boys-vs.-Girls-Battle) | Charleston   |                  |                  |                             |               |                 |                           |             |                 |              |               |              |                             |               |                  | Tango         |
| Younes & Malika                           | Cha-Cha-Cha      | Quickstepp       | Rumba        | Wiener Walzer    | Jive          | Freestyle (Boys-vs.-Girls-Battle) |              |                  |                  |                             |               |                 |                           |             |                 |              |               |              |                             |               |                  | Wiener Walzer |
| Natalia & Andrzej                         | Langsamer Walzer | Charleston       | Rumba        | Tango Argentino  |               |                                   |              |                  |                  |                             |               |                 |                           |             |                 |              |               |              |                             |               |                  | Rumba         |
| Abdelkarim & Kathrin                      | Charleston       | Cha-Cha-Cha      | Slowfox      |                  |               |                                   |              |                  |                  |                             |               |                 |                           |             |                 |              |               |              |                             |               |                  | Cha-Cha-Cha   |
| Alex & Alexandru                          | Langsamer Walzer | Cha-Cha-Cha      |              |                  |               |                                   |              |                  |                  |                             |               |                 |                           |             |                 |              |               |              |                             |               |                  | Cha-Cha-Cha   |

Höchste Bewertung00Niedrigste Bewertung00Paar ist ausgeschieden00Nichtbewerteter Finaltanz

## Höchste und niedrigste Bewertung

### Nach Tanz
| Tanz                     | Bester Promi | Punktzahl       | Schlechtester Promi | Punktzahl      |
| ------------------------ | --- | --------------- | --- | -------------- |
| Bachata                  | Anna Ermakova Sharon Battiste | 30              | Anna Ermakova Sharon Battiste | 30             |
| Cha-Cha-Cha              | Anna Ermakova | 29              | Mimi Kraus | 9              |
| Charleston               | Anna Ermakova Philipp Boy | 30              | Abdelkarim | 11             |
| Contemporary             | Philipp Boy Julia Beautx Anna Ermakova | 30              | Mimi Kraus | 23             |
| Freestyle                | 2× Anna Ermakova Philipp Boy Julia Beautx | 30              | Sharon Battiste | 24             |
| Freestyle Boys-vs.-Girls | Philipp Boy Ali Güngörmüş Timon Krause Jens „Knossi“ Knossalla Younes Zarou Mimi Kraus Chryssanthi Kavazi Sally Özcan Sharon Battiste Anna Ermakova Julia Beautx | ø = 9 von 10    | Philipp Boy Ali Güngörmüş Timon Krause Jens „Knossi“ Knossalla Younes Zarou Mimi Kraus Chryssanthi Kavazi Sally Özcan Sharon Battiste Anna Ermakova Julia Beautx | ø = 9 von 10   |
| Freestyle Jury-Teamtanz  | Anna Ermakova Julia Beautx Chryssanthi Kavazi | 10 von 10, 8, 6 | Philipp Boy Mimi Kraus Ali Güngörmüş | 6 von 10, 8, 6 |
| Jive                     | Philipp Boy | 30              | Ali Güngörmüş | 8              |
| Langsamer Walzer         | 2× Anna Ermakova | 30              | Alex Mariah Peter | 15             |
| Lindy Hop                | Timon Krause Jens „Knossi“ Knossalla | 25              | Timon Krause Jens „Knossi“ Knossalla | 25             |
| Paso Doble               | Philipp Boy | 30              | Ali Güngörmüş | 20             |
| Quickstepp               | Anna Ermakova Philipp Boy Julia Beautx | 30              | Timon Krause | 13             |
| Rumba                    | Sharon Battiste Anna Ermakova | 30              | Jens „Knossi“ Knossalla | 9              |
| Salsa                    | Sharon Battiste | 10 von 10       | Timon Krause | 1 von 10       |
| Samba                    | Anna Ermakova Julia Beautx | 29              | Ali Güngörmüş | 15             |
| Slowfox                  | Anna Ermakova | 30              | Abdelkarim | 10             |
| Streetdance              | Philipp Boy | 29              | Julia Beautx | 28             |
| Tango                    | Anna Ermakova Julia Beautx | 30              | Chryssanthi Kavazi Jens „Knossi“ Knossalla | 12             |
| Tango Argentino          | Philipp Boy | 30              | Natalia Yegorova | 19             |
| Wiener Walzer            | Anna Ermakova | 29              | Younes Zarou | 17             |

Punktezahlen nach drei 10-Punkte-Skalen der Jury

### Nach Paar
| Tanzpaar                      | Höchstbewerteter Tanz                                                                           | Punktzahl | Niedrigstbewerteter Tanz                    | Punktzahl |
| ----------------------------- | ----------------------------------------------------------------------------------------------- | --------- | ------------------------------------------- | --------- |
| Abdelkarim & Kathrin          | Charleston                                                                                      | 11        | Cha-Cha-Cha Slowfox                         | 10        |
| Alex & Alexandru              | Langsamer Walzer                                                                                | 15        | Cha-Cha-Cha                                 | 13        |
| Ali & Christina               | Charleston Paso Doble                                                                           | 20        | Jive                                        | 8         |
| Anna & Valentin               | Slowfox Quickstepp 2× Langsamer Walzer Charleston 2× Freestyle Bachata Rumba Contemporary Tango | 30        | Langsamer Walzer                            | 23        |
| Chryssanthi & Vadim           | Charleston Paso Doble                                                                           | 23        | Tango                                       | 12        |
| Knossi & Isabel               | Charleston Freestyle                                                                            | 26        | Rumba                                       | 9         |
| Julia & Zsolt                 | Quickstepp Contemporary Tango Freestyle                                                         | 30        | Cha-Cha-Cha                                 | 10        |
| Mimi & Mariia                 | Langsamer Walzer Charleston                                                                     | 24        | Cha-Cha-Cha                                 | 9         |
| Natalia & Andrzej             | Rumba                                                                                           | 20        | Langsamer Walzer Charleston Tango Argentino | 19        |
| Philipp & Patricija           | Contemporary Quickstepp Tango Argentino Charleston Paso Doble Jive Freestyle                    | 30        | Charleston                                  | 17        |
| Sally & Massimo               | Charleston                                                                                      | 22        | Cha-Cha-Cha                                 | 15        |
| Sharon & Christian • Valentin | Rumba Bachata                                                                                   | 30        | Cha-Cha-Cha Quickstepp                      | 19        |
| Timon & Ekaterina             | Contemporary                                                                                    | 28        | Quickstepp                                  | 13        |
| Younes & Malika               | Jive                                                                                            | 19        | Cha-Cha-Cha                                 | 10        |

Punktezahlen nach drei 10-Punkte-Skalen der Jury